# Fred Berry
Pour l’article homonyme, voir Berry (homonymie).
Fred Berry (Saint-Louis, 19 mars 1951 - Los Angeles, 21 octobre 2003) est un acteur américain notamment connu pour son rôle de Fred « Rerun » Stubbs dans la série télévisée des années 1970 What's Happening!! (en).

## Filmographie
- 1972 : Hammer (en)
- 1976-1979 : What's Happening!! (en) : Fred 'Rerun' Stubbs
- 1977 : Battle of the Network Stars III : lui-même
- 1982 : La Descente aux enfers (Vice Squad) de Frank Capra, Jr.
- 1984 : A Stroke of Genius
- 1985-1988 : What's Happening Now!! (en)
- 1988 : I Wonder Who She's Seeing Now, The Temptations (music video)
- 1995 : Murder Was the Case: The Movie (vidéo)
- 1998 : In the Hood
- 2000 : Big Money Hustlas (en) de John Cafiero (en) (vidéo)
- 2002 : Bum Runner
- 2003 : I Love the '70s : lui-même
- 2003 : Dickie Roberts, ex enfant star (Dickie Roberts: Former Child Star) de Sam Weisman
- 2005[réf. nécessaire] : In the Land of Merry Misfits